# San Cristóbal (Panama)
San Cristóbal ist ein Corregimiento des Bezirks Bocas del Toro in der Provinz Bocas del Toro in Panama. Bei der Volkszählung im Jahr 2023 hatte es 1709 Einwohner. Das Corregimiento erstreckt sich über eine Fläche von 38,0 km².
Das Corregimiento wurde durch Gesetz Nr. 172 vom 19. Oktober 2020 geschaffen.

## Orte
Im Corregimiento San Cristóbal befinden sich folgende Orte:
- Bahía Grande o Big Bay
- Bella Vista
- Bella Vista o Bay View o Punta Bermúdez
- Bocatorito
- Buena Vista
- El Refugio
- Pichini Creek
- Punta Paloma
- San Cristóbal
- San Cristóbal Arriba
- Selva del Mar
- Valle Escondido o Bahía Escondida